# Llista d'espècies de linífids (E-F)
Llista d'espècies de linífids, per ordre alfabètic de la lletra E a la F, amb totes les espècies descrites fins al 20 de novembre de 2006.
- Per a les llistes d'espècies amb les altres lletres de l'alfabet, aneu a l'article principal, Llista d'espècies de linífids.
- Per a la llista completa de tots els gèneres vegeu l'article Llista de gèneres de linífids.

## Gèneres i espècies

### Eborilaira
Eborilaira Eskov, 1989
- Eborilaira alpina Eskov, 1989 (Rússia)

### Eldonia
Eldonia Tanasevitch, 1996
- Eldonia kayaensis (Paik, 1965) (Rússia, Corea, Japó)

### Elgonia
Elgonia Holm, 1989
- Elgonia annemetteae Scharff, 1990 (Tanzània)
- Elgonia annulata (Jocqué & Scharff, 1986) (Tanzània)
- Elgonia basalis (Jocqué & Scharff, 1986) (Tanzània)
- Elgonia brachystegiae (Jocqué, 1981) (Malawi)
- Elgonia falciformis Scharff, 1990 (Tanzània)
- Elgonia hirsuta (Miller, 1970) (Angola)
- Elgonia holmi (Miller, 1970) (Camerun, Congo)
- Elgonia limpida (Miller, 1970) (Angola)
- Elgonia nemoralis (Holm, 1962) (Congo, Uganda, Kenya)
- Elgonia perturbatrix (Jocqué & Scharff, 1986) (Tanzània)
- Elgonia producta (Bosmans, 1988) (Camerun)
- Elgonia projecta (Jocqué & Scharff, 1986) (Tanzània)
- Elgonia rungwensis (Jocqué & Scharff, 1986) (Tanzània)
- Elgonia stoltzei (Jocqué & Scharff, 1986) (Tanzània)

### Emenista
Emenista Simon, 1894
- Emenista bisinuosa Simon, 1894 (Índia)
- Emenista dentichelis Berland, 1913 (Ecuador)

### Enguterothrix
Enguterothrix Denis, 1962
- Enguterothrix crinipes Denis, 1962 (Congo)
- Enguterothrix fuscipalpis Denis, 1962 (Uganda)
- Enguterothrix tenuipalpis Holm, 1968 (Congo)

### Entelecara
Entelecara Simon, 1884
- Entelecara acuminata (Wider, 1834) (Holàrtic)
- Entelecara aestiva Simon, 1918 (França, Itàlia)
- Entelecara aurea Gao & Zhu, 1993 (Xina)
- Entelecara berolinensis (Wunderlich, 1969) (Alemanya)
- Entelecara cacuminum Denis, 1954 (França)
- Entelecara congenera (O. P.-Cambridge, 1879) (Paleàrtic)
- Entelecara dabudongensis Paik, 1983 (Rússia, Xina, Corea, Japó)
- Entelecara errata O. P.-Cambridge, 1913 (Europa, Rússia)
- Entelecara erythropus (Oestring, 1851) (Paleàrtic)
- Entelecara flavipes (Blackwall, 1834) (Europa, Rússia)
- Entelecara forsslundi Tullgren, 1955 (Suècia, Rússia, Estònia)
- Entelecara helfridae Tullgren, 1955 (Suècia)
- Entelecara italica Thaler, 1984 (Itàlia)
- Entelecara klefbecki Tullgren, 1955 (Suècia)
- Entelecara media Kulczyn'ski, 1887 (Holàrtic)
- Entelecara obscura Miller, 1971 (República Txeca, Eslovàquia)
- Entelecara omissa O. P.-Cambridge, 1902 (Europa)
- Entelecara schmitzi Kulczyn'ski, 1905 (Madeira, França)
- Entelecara sombra (Chamberlin & Ivie, 1947) (Rússia, Alaska, Canadà, EUA)
- Entelecara strandi Kolosváry, 1934 (Hongria)
- Entelecara tanikawai Tazoe, 1993 (Japó)
- Entelecara truncatifrons (O. P.-Cambridge, 1875) (França, Còrsega, Algèria)
- Entelecara turbinata Simon, 1918 (França)

### Eordea
Eordea Simon, 1899
- Eordea bicolor Simon, 1899 (Sumatra)

### Eperigone
Eperigone Crosby & Bishop, 1928
- Eperigone agressa Gertsch & Davis, 1937 (EUA, Mèxic)
- Eperigone albula Zorsch & Crosby, 1934 (EUA)
- Eperigone annamae Gertsch & Davis, 1937 (Mèxic)
- Eperigone antraea (Crosby, 1926) (EUA, Mèxic)
- Eperigone augustae Crosby & Bishop, 1933 (EUA)
- Eperigone augustalis Crosby & Bishop, 1933 (EUA, Canadà)
- Eperigone avia Millidge, 1987 (Mèxic)
- Eperigone brevidentata (Emerton, 1909) (EUA)
- Eperigone bryantae Ivie & Barrows, 1935 (Amèrica del Nord, Cuba, Veneçuela, Açores)
- Eperigone caelebs Millidge, 1987 (Panamà, Veneçuela)
- Eperigone coahuilana Gertsch & Davis, 1940 (EUA, Mèxic)
- Eperigone cognata Millidge, 1987 (Mèxic fins a Costa Rica)
- Eperigone colima Millidge, 1987 (Mèxic)
- Eperigone comes Millidge, 1987 (Mèxic)
- Eperigone conexa Millidge, 1987 (Mèxic)
- Eperigone conjuncta Millidge, 1991 (Brasil)
- Eperigone contorta (Emerton, 1882) (EUA)
- Eperigone dentimandibulata (Keyserling, 1886) (Colòmbia, Perú)
- Eperigone dominica Millidge, 1987 (Dominica)
- Eperigone dopaina Chamberlin & Ivie, 1936 (Mèxic)
- Eperigone entomologica (Emerton, 1911) (EUA, Canadà)
- Eperigone eschatologica (Crosby, 1924) (EUA fins a Colòmbia (Europa, introduïda))
- Eperigone estrellae Millidge, 1987 (Mèxic)
- Eperigone faceta Millidge, 1987 (Costa Rica)
- Eperigone florida Millidge, 1987 (EUA)
- Eperigone formosa Millidge, 1987 (Mèxic)
- Eperigone fracta Millidge, 1987 (Costa Rica)
- Eperigone fradeorum (Berland, 1932) (Cosmopolita)
- Eperigone fusca Millidge, 1987 (Mèxic)
- Eperigone hebes Millidge, 1991 (Veneçuela)
- Eperigone holda Chamberlin & Ivie, 1939 (EUA, Canadà)
- Eperigone hospita Millidge, 1987 (Mèxic)
- Eperigone ignobilis Millidge, 1987 (Mèxic)
- Eperigone imago Millidge, 1987 (Mèxic)
- Eperigone index (Emerton, 1914) (EUA, Canadà)
- Eperigone indicabilis Crosby & Bishop, 1928 (EUA)
- Eperigone inornata Ivie & Barrows, 1935 (EUA)
- Eperigone insulsa Millidge, 1991 (Perú)
- Eperigone leonina Millidge, 1987 (Mèxic)
- Eperigone libana Millidge, 1987 (Mèxic)
- Eperigone lindrothi Holm, 1960 (Alaska)
- Eperigone maculata (Banks, 1892) (Rússia, Canadà fins a Guatemala)
- Eperigone madera Millidge, 1987 (EUA)
- Eperigone major Millidge, 1987 (EUA)
- Eperigone media Millidge, 1987 (Mèxic)
- Eperigone mediocris Millidge, 1987 (EUA, Canadà)
- Eperigone mera Millidge, 1987 (Mèxic)
- Eperigone mniara Crosby & Bishop, 1928 (EUA)
- Eperigone modica Millidge, 1987 (EUA)
- Eperigone montana Millidge, 1987 (Mèxic)
- Eperigone monticola Millidge, 1987 (Mèxic)
- Eperigone morata Millidge, 1987 (Mèxic)
- Eperigone naniwaensis (Oi, 1960) (Xina, Japó)
- Eperigone nigra Millidge, 1991 (Colòmbia)
- Eperigone obscura Millidge, 1991 (Colòmbia)
- Eperigone orba Millidge, 1987 (Mèxic)
- Eperigone ornata Millidge, 1987 (Mèxic)
- Eperigone paludosa Millidge, 1987 (Canadà)
- Eperigone paula Millidge, 1987 (EUA)
- Eperigone perplexa Millidge, 1987 (Mèxic)
- Eperigone persimilis Millidge, 1987 (Mèxic)
- Eperigone pinicola Millidge, 1987 (Mèxic)
- Eperigone proba Millidge, 1987 (Mèxic)
- Eperigone serrata Ivie & Barrows, 1935 (EUA, Mèxic, Caribbean)
- Eperigone singularis Millidge, 1987 (Mèxic)
- Eperigone socius Chamberlin, 1948 (EUA)
- Eperigone sodalis Millidge, 1987 (EUA)
- Eperigone sola Millidge, 1987 (Mèxic)
- Eperigone solita Millidge, 1987 (EUA)
- Eperigone subantillana Millidge, 1987 (Guadalupe)
- Eperigone taibo Chamberlin & Ivie, 1933 (EUA, Canadà)
- Eperigone tenuipalpis (Emerton, 1911) (EUA)
- Eperigone tepejicana Gertsch & Davis, 1937 (Mèxic)
- Eperigone tibialis Millidge, 1987 (EUA)
- Eperigone tlaxcalana Gertsch & Davis, 1937 (Mèxic)
- Eperigone tridentata (Emerton, 1882) (EUA, Canadà, Puerto Rico)
- Eperigone trilobata (Emerton, 1882) (Holàrtic)
- Eperigone undulata (Emerton, 1914) (EUA, Canadà)

### Epibellowia
Epibellowia Tanasevitch, 1996
- Epibellowia enormita (Tanasevitch, 1988) (Rússia)
- Epibellowia pacifica (Eskov & Marusik, 1992) (Rússia)
- Epibellowia septentrionalis (Oi, 1960) (Rússia, Japó)

### Epiceraticelus
Epiceraticelus Crosby & Bishop, 1931
- Epiceraticelus fluvialis Crosby & Bishop, 1930 (EUA)

### Epigyphantes
Epigyphantes Saaristo & Tanasevitch, 2004
- Epigyphantes epigynatus (Tanasevitch, 1988) (Rússia)

### Epigytholus
Epigytholus Tanasevitch, 1996
- Epigytholus tuvensis Tanasevitch, 1996 (Rússia)

### Episolder
Episolder Tanasevitch, 1996
- Episolder finitimus Tanasevitch, 1996 (Rússia)

### Epiwubana
Epiwubana Millidge, 1991
- Epiwubana jucunda Millidge, 1991 (Xile)

### Eridantes
Eridantes Crosby & Bishop, 1933
- Eridantes erigonoides (Emerton, 1882) (EUA)
- Eridantes utibilis Crosby & Bishop, 1933 (EUA, Canadà)

### Erigone
Erigone Audouin, 1826
- Erigone albescens Banks, 1898 (EUA)
- Erigone aletris Crosby & Bishop, 1928 (EUA, Canadà, Scotland)
- Erigone allani Chamberlin & Ivie, 1947 (Alaska)
- Erigone alsaida Crosby & Bishop, 1928 (EUA)
- Erigone altehabitans Keyserling, 1886 (Perú)
- Erigone amabilis Keyserling, 1886 (Perú)
- Erigone angela Chamberlin & Ivie, 1939 (EUA)
- Erigone antarctica Simon, 1884 (Xile)
- Erigone antegona Chickering, 1970 (Panamà)
- Erigone aptuna Chickering, 1970 (Panamà)
- Erigone arctica (White, 1852) (Holàrtic)
  - Erigone arctica maritima Kulczyn'ski, 1902 (Europa Septentrional)
  - Erigone arctica palaearctica Braendegaard, 1934 (Escandinàvia, Rússia)
  - Erigone arctica sibirica Kulczyn'ski, 1908 (Rússia)
  - Erigone arctica soerenseni Holm, 1956 (Groenlàndia)
- Erigone arcticola Chamberlin & Ivie, 1947 (Rússia, Alaska)
- Erigone arctophylacis Crosby & Bishop, 1928 (EUA, Canadà)
- Erigone aspura Chamberlin & Ivie, 1939 (Alaska)
- Erigone atra Blackwall, 1833 (Holàrtic)
- Erigone autumnalis Emerton, 1882 (EUA fins a Panamà, Índies Occidentals, Açores, Europa)
- Erigone barrowsi Crosby & Bishop, 1928 (EUA)
- Erigone benes Chamberlin & Ivie, 1939 (EUA)
- Erigone bereta Chickering, 1970 (Panamà)
- Erigone bhamoensis Thorell, 1898 (Myanmar)
- Erigone bifurca Locket, 1982 (Malàisia, Filipines, Krakatoa)
- Erigone bimaculata Keyserling, 1886 (Panamà)
- Erigone birmanica Thorell, 1895 (Myanmar)
- Erigone blaesa Crosby & Bishop, 1928 (EUA, Canadà)
- Erigone brevipes Tu & Li, 2004 (Vietnam)
- Erigone camtschadalica Kulczyn'ski, 1885 (Rússia)
- Erigone canthognatha Chamberlin & Ivie, 1935 (EUA)
- Erigone chiridota Thorell, 1895 (Myanmar)
- Erigone clavipalpis Millidge, 1991 (Perú)
- Erigone coloradensis Keyserling, 1886 (EUA, Canadà, Alaska)
- Erigone convalescens Jocqué, 1985 (Illes Comoro)
- Erigone cristatopalpus Simon, 1884 (Europa)
- Erigone crosbyi Schenkel, 1950 (EUA)
- Erigone crucifera Thorell, 1895 (Myanmar)
- Erigone decens Thorell, 1871 (Alemanya)
- Erigone defloccata Keyserling, 1886 (Perú)
- Erigone dentichelis Miller, 1970 (Angola)
- Erigone denticulata Chamberlin & Ivie, 1939 (EUA)
- Erigone dentigera O. P.-Cambridge, 1874 (Holàrtic)
- Erigone dentipalpis (Wider, 1834) (Holàrtic)
  - Erigone dentipalpis Síriaca O. P.-Cambridge, 1872 (Síria)
- Erigone dentosa O. P.-Cambridge, 1894 (EUA, Guatemala, Antigua)
- Erigone desolata Keyserling, 1886 (Brasil)
- Erigone digena Chickering, 1970 (Panamà, Jamaica, Puerto Rico)
- Erigone dipona Chickering, 1970 (Panamà)
- Erigone doenitzi Strand, 1918 (Japó)
- Erigone dumitrescuae Georgescu, 1969 (Romania)
- Erigone dysphorica Keyserling, 1886 (Perú)
- Erigone edentata Saito & Ono, 2001 (Japó)
- Erigone eisenschmidti Wunderlich, 1976 (Queensland)
- Erigone ephala Crosby & Bishop, 1928 (EUA, Canadà)
- Erigone famosa Keyserling, 1886 (Argentina)
- Erigone fasciata Thorell, 1898 (Myanmar)
- Erigone fellita Keyserling, 1886 (Perú)
- Erigone fluctuans O. P.-Cambridge, 1875 (França)
- Erigone fluminea Millidge, 1991 (Veneçuela)
- Erigone fucosa Keyserling, 1891 (Brasil)
- Erigone gibbicervix Thorell, 1898 (Myanmar)
- Erigone grandidens Tu & Li, 2004 (Vietnam)
- Erigone himeshimensis Strand, 1918 (Japó)
- Erigone hydrophytae Ivie & Barrows, 1935 (EUA)
- Erigone hypenema Crosby & Bishop, 1928 (EUA)
- Erigone hypoarctica Eskov, 1989 (Rússia)
- Erigone ignigena Keyserling, 1886 (Brasil)
- Erigone ignitula Keyserling, 1886 (Brasil)
- Erigone infernalis Keyserling, 1886 (EUA)
- Erigone intoleranda Keyserling, 1886 (Colòmbia)
- Erigone irrita Jocqué, 1984 (Sud-àfrica)
- Erigone jaegeri Baehr, 1984 (Europa central, Xina)
- Erigone jugorum Simon, 1884 (França)
- Erigone koratensis Strand, 1918 (Japó)
- Erigone koshiensis Oi, 1960 (Xina, Corea, Taiwan, Japó)
- Erigone labiata Keyserling, 1886 (Brasil)
- Erigone lasciva Keyserling, 1886 (Perú)
- Erigone longipalpis (Sundevall, 1830) (Paleàrtic)
  - Erigone longipalpis meridionalis Simon, 1926 (Anglaterra, França)
  - Erigone longipalpis pirini Deltshev, 1983 (Bulgària)
- Erigone ludibunda Keyserling, 1886 (Perú)
- Erigone maculivulva Strand, 1907 (Xina)
- Erigone malvari Barrion & Litsinger, 1995 (Filipines)
- Erigone marina L. Koch, 1882 (Mallorca)
- Erigone matanuskae Chamberlin & Ivie, 1947 (Alaska)
- Erigone miniata Baert, 1990 (Illes Galápagos)
- Erigone mollicula Thorell, 1898 (Myanmar)
- Erigone monterreyensis Gertsch & Davis, 1937 (Mèxic)
- Erigone neocaledonica Kritscher, 1966 (Nova Caledònia)
- Erigone neoterica Keyserling, 1886 (Perú)
- Erigone nepalensis Wunderlich, 1983 (Nepal)
- Erigone nigrimana Thorell, 1875 (Itàlia)
- Erigone nitida Keyserling, 1891 (Brasil)
- Erigone nitidithorax Miller, 1970 (Angola)
- Erigone niwina Chamberlin, 1916 (Perú)
- Erigone noseki Strand, 1907 (Xina)
- Erigone occipitalis Thorell, 1895 (Myanmar)
- Erigone ostiaria Crosby & Bishop, 1928 (EUA)
- Erigone ourania Crosby & Bishop, 1928 (Nepal fins a la Xina)
- Erigone palustris Millidge, 1991 (Perú)
- Erigone paradisicola Crosby & Bishop, 1928 (EUA)
- Erigone paranaensis Keyserling, 1886 (Brasil)
- Erigone penessa Thorell, 1878 (Groenlàndia)
- Erigone personata Gertsch & Davis, 1936 (EUA)
- Erigone Perúana Keyserling, 1886 (Perú)
- Erigone poeyi Simon, 1897 (Saint Vincent)
- Erigone praecursa Chamberlin & Ivie, 1939 (EUA)
- Erigone prativaga Keyserling, 1886 (Brasil)
- Erigone prominens Bösenberg & Strand, 1906 (Camerun fins al Japó, Nova Zelanda)
- Erigone promiscua (O. P.-Cambridge, 1873) (Europa, Rússia)
- Erigone proxima Keyserling, 1886 (Perú)
- Erigone pseudovagans Caporiacco, 1935 (Karakorum)
- Erigone psychrophila Thorell, 1871 (Holàrtic)
- Erigone reducta Schenkel, 1950 (EUA)
- Erigone remota L. Koch, 1869 (Paleàrtic)
  - Erigone remota dentigera Simon, 1926 (Suïssa)
- Erigone rohtangensis Tikader, 1981 (Índia)
- Erigone rusticella Keyserling, 1891 (Brasil)
- Erigone rusticula Keyserling, 1891 (Brasil)
- Erigone rutila Millidge, 1995 (Tailàndia)
- Erigone sagibia Strand, 1918 (Japó)
- Erigone sagicola Dönitz & Strand, 1906 (Japó)
- Erigone simillima Keyserling, 1886 (Rússia, Mongòlia, Alaska, Canadà)
- Erigone sinensis Schenkel, 1936 (Rússia, Kirguizstan, Mongòlia, Xina)
- Erigone sirimonensis Bosmans, 1977 (Kenya)
- Erigone spadix Thorell, 1875 (Itàlia)
- Erigone strandi Kolosváry, 1934 (Hongria)
- Erigone striaticeps Keyserling, 1886 (Argentina)
- Erigone stygia Gertsch, 1973 (Hawaii)
- Erigone subprominens Saito, 1936 (Xina)
- Erigone svenssoni Holm, 1975 (Escandinàvia, Rússia)
- Erigone taibo Chamberlin, 1916 (Perú)
- Erigone tamazunchalensis Gertsch & Davis, 1937 (Mèxic)
- Erigone tanana Chamberlin & Ivie, 1947 (Alaska)
- Erigone tenuimana Simon, 1884 (França, Suïssa)
- Erigone tepena Chickering, 1970 (Jamaica)
- Erigone tirolensis L. Koch, 1872 (Holàrtic)
- Erigone tolucana Gertsch & Davis, 1937 (Mèxic)
- Erigone tristis (Banks, 1892) (EUA)
- Erigone uintana Chamberlin & Ivie, 1935 (EUA)
- Erigone uliginosa Millidge, 1991 (Perú)
- Erigone vegeta Keyserling, 1891 (Brasil)
- Erigone velox Keyserling, 1886 (Brasil)
- Erigone venialis Keyserling, 1886 (Brasil)
- Erigone viabilis Chamberlin & Ivie, 1933 (EUA)
- Erigone vicana Keyserling, 1886 (Perú)
- Erigone watertoni Simon, 1897 (Saint Vincent)
- Erigone welchi Jackson, 1911 (Irlanda fins a Estònia, Moldàvia)
- Erigone whitneyana Chamberlin & Ivie, 1935 (EUA)
- Erigone whymperi O. P.-Cambridge, 1877 (Canadà, Groenlàndia)
  - Erigone whymperi minor Jackson, 1933 (Canadà)
- Erigone wiltoni Locket, 1973 (Nova Zelanda, Illes Comoro)
- Erigone zabluta Keyserling, 1886 (Perú)
- Erigone zographica Crosby & Bishop, 1928 (EUA)

### Erigonella
Erigonella Dahl, 1901
- Erigonella groenlandica Strand, 1905 (Canadà)
- Erigonella hiemalis (Blackwall, 1841) (Paleàrtic)
- Erigonella ignobilis (O. P.-Cambridge, 1871) (Paleàrtic)
- Erigonella stubbei Heimer, 1987 (Mongòlia)
- Erigonella subelevata (L. Koch, 1869) (Europa)
  - Erigonella subelevata pyrenaea Denis, 1964 (França)

### Erigonoploides
Erigonoploides Eskov, 1989
- Erigonoploides cardiratus Eskov, 1989 (Rússia)

### Erigonoplus
Erigonoplus Simon, 1884
- Erigonoplus alticeps (Denis, 1951) (França)
- Erigonoplus ayyildizi Tanasevitch, Topçu & Demir, 2005 (Turquia)
- Erigonoplus castellanus (O. P.-Cambridge, 1875) (Espanya)
- Erigonoplus dilatus (Denis, 1949) (Andorra)
- Erigonoplus globipes (L. Koch, 1872) (Paleàrtic)
- Erigonoplus inclarus (Simon, 1881) (Còrsega)
- Erigonoplus inspinosus Wunderlich, 1995 (Grècia)
- Erigonoplus jarmilae (Miller, 1943) (Àustria, República Txeca, Eslovàquia, Rússia)
- Erigonoplus justus (O. P.-Cambridge, 1875) (Bèlgica, França, Alemanya)
- Erigonoplus kirghizicus Tanasevitch, 1989 (Kazakhstan)
- Erigonoplus latefissus (Denis, 1968) (Marroc)
- Erigonoplus minaretifer Eskov, 1986 (Rússia)
- Erigonoplus nigrocaeruleus (Simon, 1881) (Còrsega)
- Erigonoplus ninae Tanasevitch & Fet, 1986 (Turkmenistan)
- Erigonoplus nobilis Thaler, 1991 (Itàlia)
- Erigonoplus setosus Wunderlich, 1995 (Croàcia, Grècia)
- Erigonoplus sibiricus Eskov & Marusik, 1997 (Rússia)
- Erigonoplus simplex Millidge, 1979 (Itàlia)
- Erigonoplus spinifemuralis Dimitrov, 2003 (Bulgària)
- Erigonoplus turriger (Simon, 1881) (França)

### Erigonops
Erigonops Scharff, 1990
- Erigonops littoralis (Hewitt, 1915) (Sud-àfrica)

### Erigophantes
Erigophantes Wunderlich, 1995
- Erigophantes borneoensis Wunderlich, 1995 (Borneo)

### Eskovia
Eskovia Marusik & Saaristo, 1999
- Eskovia exarmata (Eskov, 1989) (Rússia, Canadà)
- Eskovia mongolica Marusik & Saaristo, 1999 (Mongòlia)

### Estrandia
Estrandia Blauvelt, 1936
- Estrandia grandaeva (Keyserling, 1886) (Holàrtic)

### Eulaira
Eulaira Chamberlin & Ivie, 1933
- Eulaira altura Chamberlin & Ivie, 1945 (EUA)
- Eulaira arctoa Holm, 1960 (Alaska)
- Eulaira chelata Chamberlin & Ivie, 1939 (EUA)
- Eulaira dela Chamberlin & Ivie, 1933 (EUA)
- Eulaira delana Chamberlin & Ivie, 1939 (EUA)
- Eulaira hidalgoana Gertsch & Davis, 1937 (Mèxic)
- Eulaira kaiba Chamberlin, 1948 (EUA)
- Eulaira mana Chamberlin & Ivie, 1935 (EUA)
- Eulaira obscura Chamberlin & Ivie, 1945 (EUA)
- Eulaira schediana Chamberlin & Ivie, 1933 (EUA)
  - Eulaira schediana nigrescens Chamberlin & Ivie, 1945 (EUA)
- Eulaira simplex (Chamberlin, 1919) (EUA)
- Eulaira suspecta Gertsch & Mulaik, 1936 (EUA)
- Eulaira thumbia Chamberlin & Ivie, 1945 (EUA)
- Eulaira wioma Chamberlin, 1948 (EUA)

### Eurymorion
Eurymorion Millidge, 1993
- Eurymorion insigne (Millidge, 1991) (Brasil)
- Eurymorion nobile (Millidge, 1991) (Brasil)

### Evansia
Evansia O. P.-Cambridge, 1900
- Evansia merens O. P.-Cambridge, 1900 (Paleàrtic)

### Exechopsis
Exechopsis Millidge, 1991
- Exechopsis conspicua Millidge, 1991 (Brasil)
- Exechopsis versicolor Millidge, 1991 (Colòmbia, Ecuador)

### Exocora
Exocora Millidge, 1991
- Exocora pallida Millidge, 1991 (Veneçuela)
- Exocora proba Millidge, 1991 (Bolívia)

### Fageiella
Fageiella Kratochvíl, 1934
- Fageiella ensigera Deeleman-Reinhold, 1974 (Serbia)
- Fageiella patellata (Kulczyn'ski, 1913) (Europa Oriental i Meridional)

### Falklandoglenes
Falklandoglenes Usher, 1983
- Falklandoglenes spinosa Usher, 1983 (Illes Falkland)

### Fissiscapus
Fissiscapus Millidge, 1991
- Fissiscapus fractus Millidge, 1991 (Colòmbia)
- Fissiscapus pusillus Millidge, 1991 (Colòmbia)

### Flagelliphantes
Flagelliphantes Saaristo & Tanasevitch, 1996
- Flagelliphantes bergstromi (Schenkel, 1931) (Paleàrtic)
- Flagelliphantes flagellifer (Tanasevitch, 1988) (Rússia)
- Flagelliphantes sterneri (Eskov & Marusik, 1994) (Rússia)

### Floricomus
Floricomus Crosby & Bishop, 1925
- Floricomus bishopi Ivie & Barrows, 1935 (EUA)
- Floricomus crosbyi Ivie & Barrows, 1935 (EUA)
- Floricomus littoralis Chamberlin & Ivie, 1935 (EUA)
- Floricomus mulaiki Gertsch & Davis, 1936 (EUA)
- Floricomus nasutus (Emerton, 1911) (EUA)
- Floricomus nigriceps (Banks, 1906) (EUA)
- Floricomus ornatulus Gertsch & Ivie, 1936 (EUA)
- Floricomus plumalis (Crosby, 1905) (EUA)
- Floricomus praedesignatus Bishop & Crosby, 1935 (EUA, Canadà)
- Floricomus pythonicus Crosby & Bishop, 1925 (EUA)
- Floricomus rostratus (Emerton, 1882) (EUA)
- Floricomus setosus Chamberlin & Ivie, 1944 (EUA)
- Floricomus tallulae Chamberlin & Ivie, 1944 (EUA)

### Florinda
Florinda O. P.-Cambridge, 1896
- Florinda coccinea (Hentz, 1850) (EUA, Mèxic, Índies Occidentals)

### Floronia
Floronia Simon, 1887
- Floronia annulipes Berland, 1913 (Ecuador)
- Floronia bucculenta (Clerck, 1757) (Europa)
- Floronia exornata (L. Koch, 1878) (Rússia, Corea, Japó)
- Floronia fagei Caporiacco, 1955 (Veneçuela)
- Floronia hunanensis Li & Song, 1993 (Xina)
- Floronia jiuhuensis Li & Zhu, 1987 (Xina)
- Floronia zhejiangensis Zhu, Chen & Sha, 1987 (Xina)

### Formiphantes
Formiphantes Saaristo & Tanasevitch, 1996
- Formiphantes lephthyphantiformis (Strand, 1907) (Europa)

### Frontella
Frontella Kulczyn'ski, 1908
- Frontella pallida Kulczyn'ski, 1908 (Rússia)

### Frontinella
Frontinella F. O. P.-Cambridge, 1902
- Frontinella bella Bryant, 1948 (Hispaniola)
- Frontinella communis (Hentz, 1850) (Amèrica del Nord i Central)
- Frontinella huachuca Gertsch & Davis, 1946 (EUA)
  - Frontinella huachuca benevola Gertsch & Davis, 1946 (Mèxic)
- Frontinella hubeiensis Li & Song, 1993 (Xina)
- Frontinella laeta (O. P.-Cambridge, 1898) (Mèxic)
- Frontinella omega Kraus, 1955 (El Salvador)
- Frontinella potosia Gertsch & Davis, 1946 (Mèxic)
- Frontinella tibialis F. O. P.-Cambridge, 1902 (Mèxic)
- Frontinella zhui Li & Song, 1993 (Xina)

### Frontinellina
Frontinellina van Helsdingen, 1969
- Frontinellina dearmata (Kulczyn'ski, 1899) (Madeira)
- Frontinellina frutetorum (C. L. Koch, 1834) (Paleàrtic)
- Frontinellina locketi van Helsdingen, 1970 (Sud-àfrica)

### Frontiphantes
Frontiphantes Wunderlich, 1987
- Frontiphantes fulgurenotatus (Schenkel, 1938) (Madeira)

### Fusciphantes
Fusciphantes Oi, 1960
- Fusciphantes longiscapus Oi, 1960 (Japó)